# دهستان سردابه
دهستان سردابه نام دهستانی در بخش مرکزی شهرستان اردبیل، استان اردبیل در ایران است. براساس سرشماری مرکز آمار ایران در سال ۱۳۸۵، جمعیت آن ۲۰۵۷۹ نفر (۴۵۶۷ خانوار) بوده‌است.